# Toro de cuerda

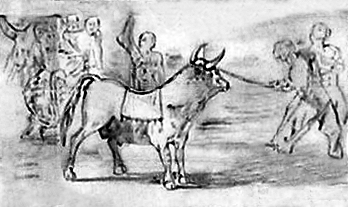
Toro de cuerda.

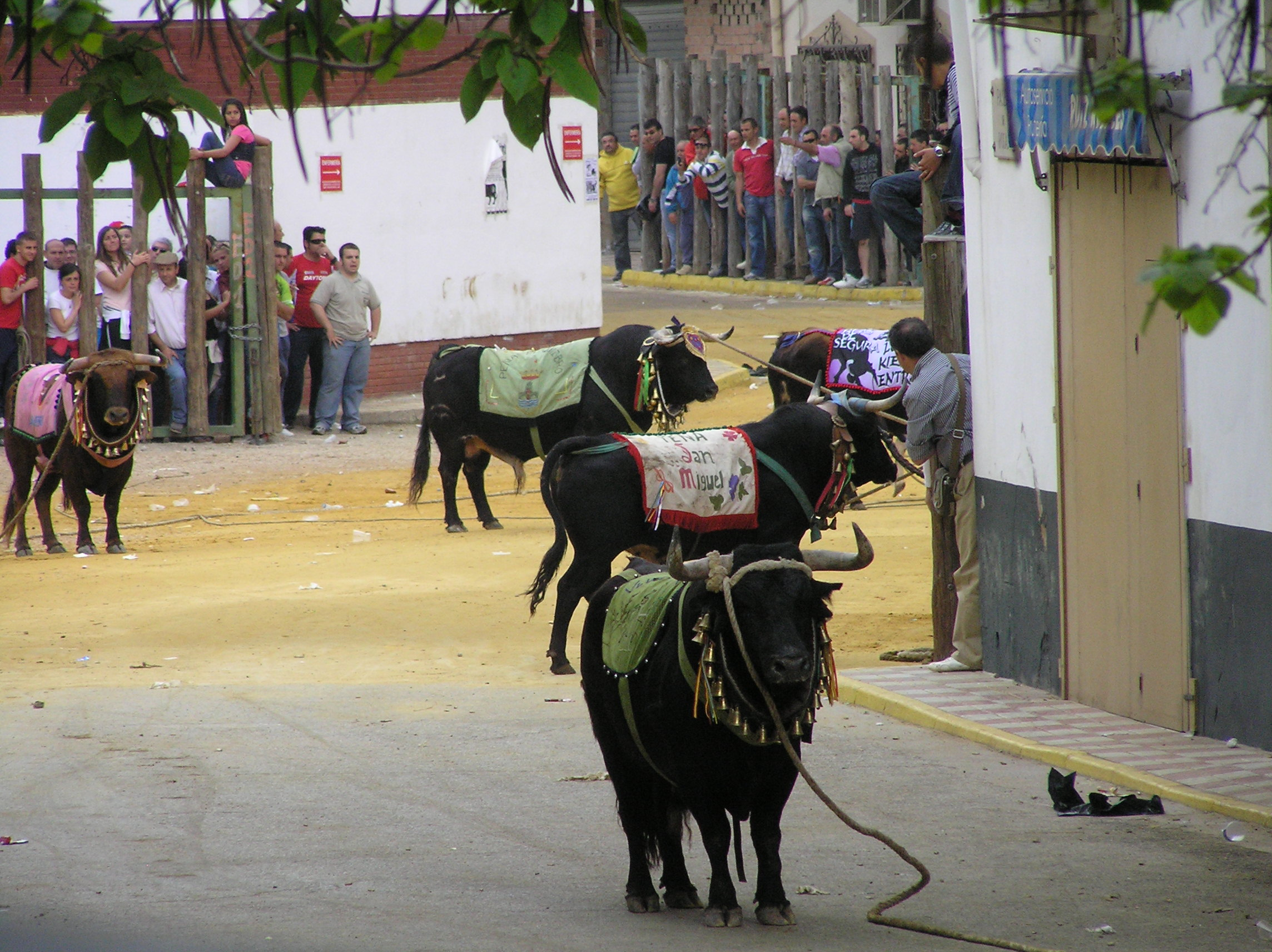
Toros "ensogaos" y engalanados el 25 de abril en Beas de Segura, (Jaén).

El toro de cuerda es un ritual taurino y un tipo de encierro a través del cual se expresa la ancestral costumbre que el hombre tiene de jugar con el toro, desafiando la fuerza de éste y asumiendo un riesgo a cuerpo limpio. Constituye un evento eminentemente popular, que nada tiene que ver en su origen con las funciones de toros medievales, en las que los miembros de la nobleza, a modo de ejercicio caballeresco o de entrenamiento militar, corrían toros a caballo, y que posteriormente fueron evolucionando a medida que el hombre del pueblo fue ganando protagonismo en detrimento de la nobleza. Cierto es, que razones si no estrictamente geográficas, si relacionadas con su geografía, contribuyeron a esta relación y trato, y la primera, la permanente bravura del bóvido, fomentada por una extraña tendencia del español a medirse con el toro y dominar su fiereza, quien por necesidad, quien por gusto.
Son múltiples y variadas las formas de exteriorización de esta costumbre popular de correr los toros ensogados o enmaromados, las cuales nos vienen dadas en la mayoría de los casos por los usos y costumbres locales, de tal forma que cada festejo y cada pueblo, tiene sus propias raíces y sus propias peculiaridades que, en definitiva, constituyen sus señas de identidad que lo diferencian de otros y le otorgan su propia personalidad; si bien existen notas comunes que permiten establecer diferentes tipologías o clases de festejos populares.
Esta tradición está muy arraigada en casi todas las comunidades autónomas de España, celebrándose en 33 municipios del País Vasco, 14 de Andalucía, 12 de Aragón, 11 de la Comunidad Valenciana, 8 de Castilla y León, 6 de Cataluña, 4 de La Rioja, 4 de Castilla-La Mancha, 3 de Navarra, así como en dos localidades de Galicia y Baleares. Sumando casi 100 municipios, en los que celebran está tradicional fiesta.
Toro de cuerda es el nombre común, que representa las diversas formas en que se denomina esta modalidad de suelta de reses, en los diferentes municipios y ciudades del territorio español donde se celebran, así, en el País Vasco, se llama Sokamuturra, y en otros lugares: toro ensogado, toro enmaromado, toro de soga, etc.

## Historia

### Orígenes
Posiblemente es el espectáculo tradicional más primitivo, según relata el conde de las Navas, en su libro: La fiesta más nacional, donde da cuenta de una carta de Francisco Fernández y González, fechada el 6 de marzo de 1896, en la que se hace referencia a una crónica latina del siglo XII que menciona “la repetición en Castilla de una fiesta muy usada entre los romanos y de orden semejante a correr vacas enmaromadas”. Consistía en atar los cuernos de un toro con una maroma, al cual llamaban la atención por ambos lados.
La tradición permanece arraigada, efectivamente, en muchos pueblos de Castilla y de otras regiones españolas, pero no es menos cierto que Teruel hace un rito del toro ensogado o de sogas, desde la Edad Media, que a tanto llega el testimonio documental de la fiesta.
Flores Arroyuelo, en su libro: Del toro en la antigüedad: animal de culto, sacrificio, caza y fiesta, nos deja escritas estas líneas:

“los toros corridos por las calles de los pueblos en los llamados encierros (...) tuvieron su origen, como el toro ensogado, en la traída de los toros de los montes y dehesas a los pueblos, aunque aquí, la presencia del toro libre nos está diciendo en buena parte que estamos ante un ritual de fiesta propia de una urbe y que viene a recordar cuando llegaban a ella los toros que habían sido conducidos por los vaqueros y pastores a través de campos y numerosas jornadas (...) Esta era la forma común de conducir las toradas, lo que obligaba a que en muchos pueblos existiesen corrales acondicionados en sus afueras para servir de guarda y amparo hasta que proseguían camino o, por último, eran conducidos a los mataderos, o a los toriles de la plaza para ser corridos en los días de fiesta en que quedaban enchiquerados en espera del momento de salir al coso”.

## Toro de cuerda en España
| Imagen | Municipio/ciudad, provincia y comunidad                                                                        | Días de celebración                   | Congreso / año |
| ------ | --- | ------------------------------------- | -------------- |
|        | El torico de la cuerda de Chiva Chiva, (Valencia) Comunidad Valenciana                                         | 17, 18 y 19 de agosto                 | I (2002)       |
|        | Fiestas de la Vaquilla del Ángel Teruel, (Teruel) Aragón                                                       | 2º fin de semana después de San Pedro | II (2004)      |
|        | El Toro de San Juan, Fiestas de San Juan Pina de Ebro, (Zaragoza) Aragón                                       | 24 de junio                           | III (2006)     |
|        | Toro de cuerda de la Aurora y del Castillo Carcabuey, (Córdoba) Andalucía                                      | 21 de agosto 11 de septiembre         | IV (2007)      |
|        | Fiestas de la Asunción Amposta, (Tarragona) Cataluña                                                           |                                       | V (2008)       |
|        | Toro ensogado de Beas de Segura Beas de Segura, (Jaén) Andalucía                                               | 22 al 25 de abril                     | VI (2009)      |
|        | Alquerías de Santa Bárbara Burriana, (Castellón) Comunidad Valenciana                                          |                                       | VII (2010)     |
|        | Fiestas del Carmen Grazalema, (Cádiz) Andalucía                                                                | 16 de julio                           | VIII (2011)    |
|        | Onteniente, (Valencia) Comunidad Valenciana                                                                    |                                       | IX (2012)      |
|        | El torico de la cuerda de Chiva Chiva, (Valencia) Comunidad Valenciana                                         | 17, 18 y 19 de agosto                 | X (2013)       |
|        | Fiestas del toro enmaromado Benavente, (Zamora)                                                                | Vísperas del Corpus                   | XI (2014)      |
|        | Toro de cuerda de Gaucín Gaucín, (Málaga) Andalucía                                                            | Domingo de Resurección                |                |
|        | Toro con soga, Fiesta de la Virgen de las Angustias Lodosa, (Navarra) Comunidad Foral de Navarra               | 16 al 19 de septiembre                |                |
|        | "Toro de cuerda de Villalba del Alcor " Fiestas de la Virgen del Carmen Villalba del Alcor, (Huelva) Andalucía | 27 de agosto al 4 de septiembre       |                |
|        | Tolosa, (Guipúzcoa) País Vasco                                                                                 |                                       |                |
|        | |                                       |                |

## Federación Española del Toro de Cuerda

### Fundación
Tras la celebración de tres congresos, no es hasta el cuarto, celebrado en Carcabuey (Córdoba), cuando quedó constituida la Federación Española del Toro de Cuerda, tras la aprobación de los estatutos con fecha de 8 de septiembre de 2007, esa constitución fue rubricada por 13 colectivos de 11 localidades españolas: la anfitriona, Pina de Ebro de Zaragoza. Beas de Segura de Jaén. Chiva y Onteniente de Valencia. Grazalema de Cádiz. Amposta de Tarragona. Gaucín de Málaga. Lodosa de Navarra. Burriana de Castellón y Benavente de Zamora. Salió elegido de Presidente, Francisco Jesús Rueda, y se estableció la sede de la nueva Asociación en Carcabuey. En el año 2012 continuó la presidencia el Benaventano Francisco J. Hernández logrando grandes objetivos hasta dejar el cargo en abril de 2016. Ahora mismo esta Federación ya cuenta con 24 localidades de toda España.
Los fines de esta Federación, es la promoción del toro de cuerda, el fomento de la fiesta, la organización y participación en congresos y ponencias que estén relacionados con esta tradición, así como la continuidad de colaboración en los próximos congresos nacionales, que sobre el toro de cuerda se celebren. También se pensó en crear una ruta del toro de cuerda, así como la edición de un libro que explique la historia, los orígenes, y en que consiste esta tradición.